# Cabriolet

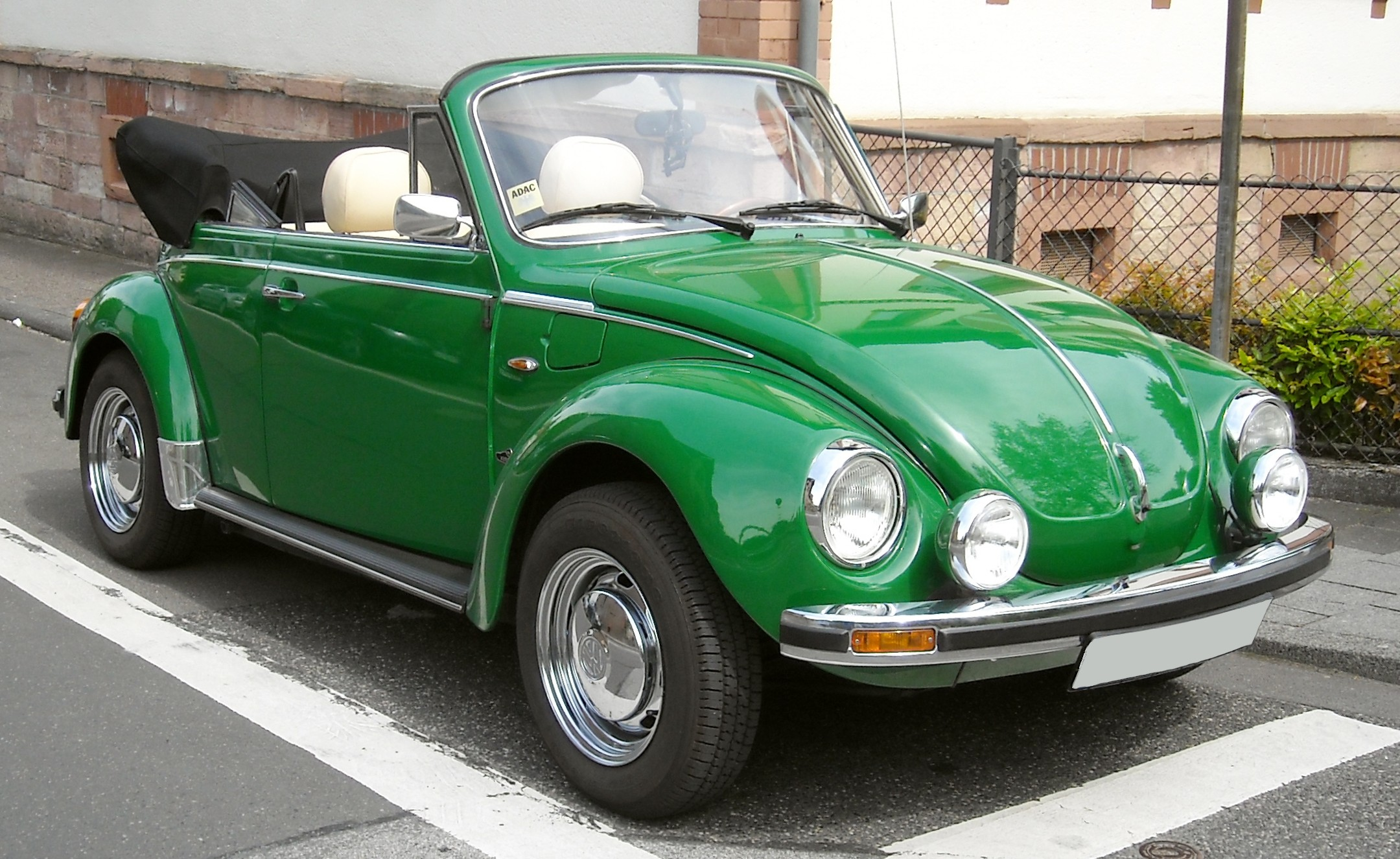
Volkswagen Typ 1 cabriolet

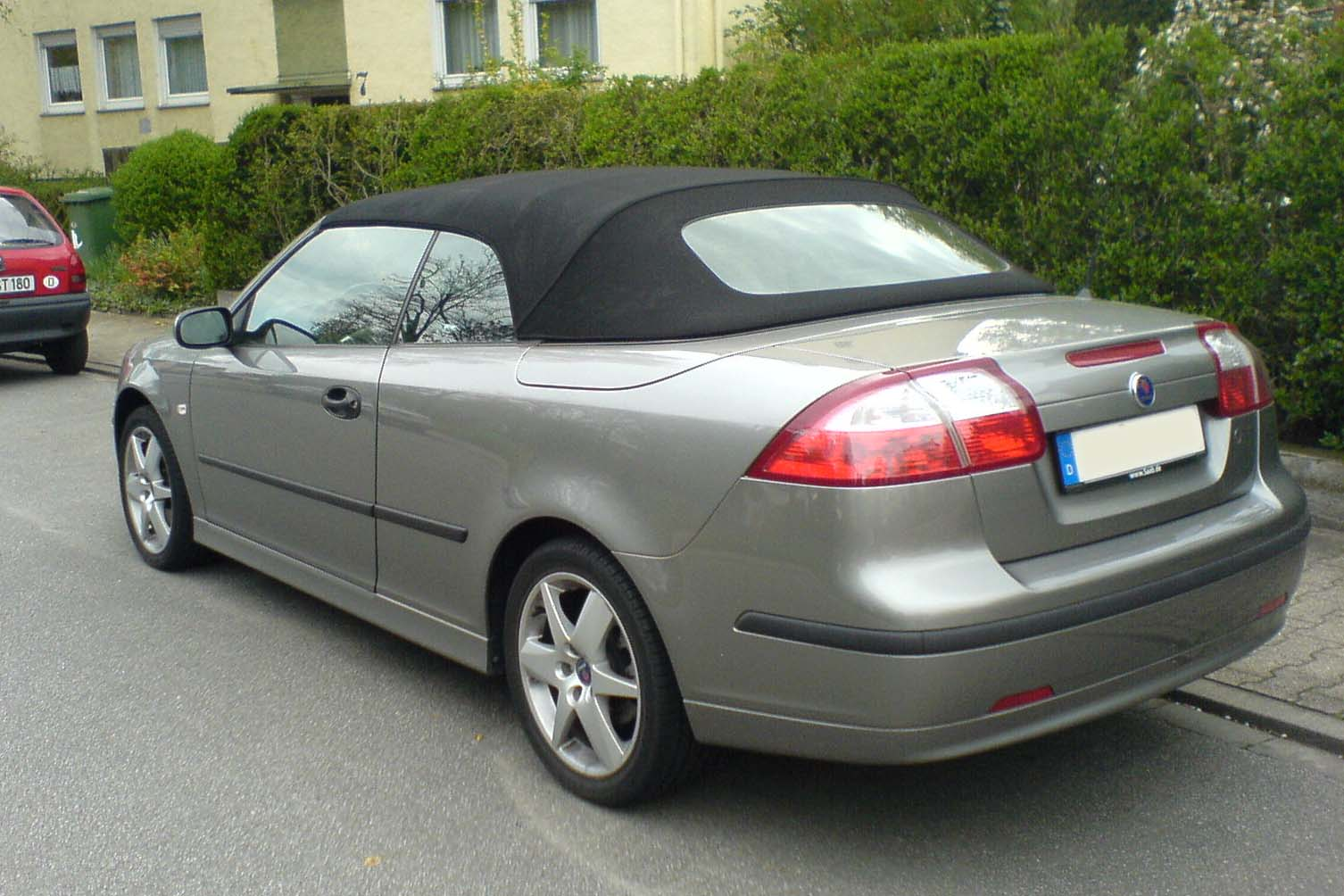
Suffletten uppe.

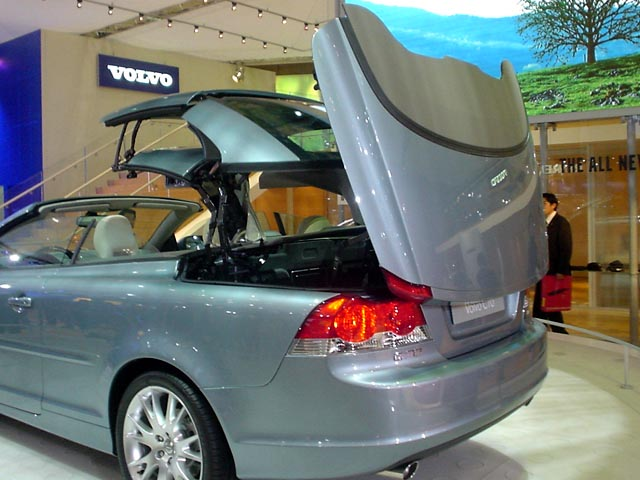
Volvo C70 med plåttak.

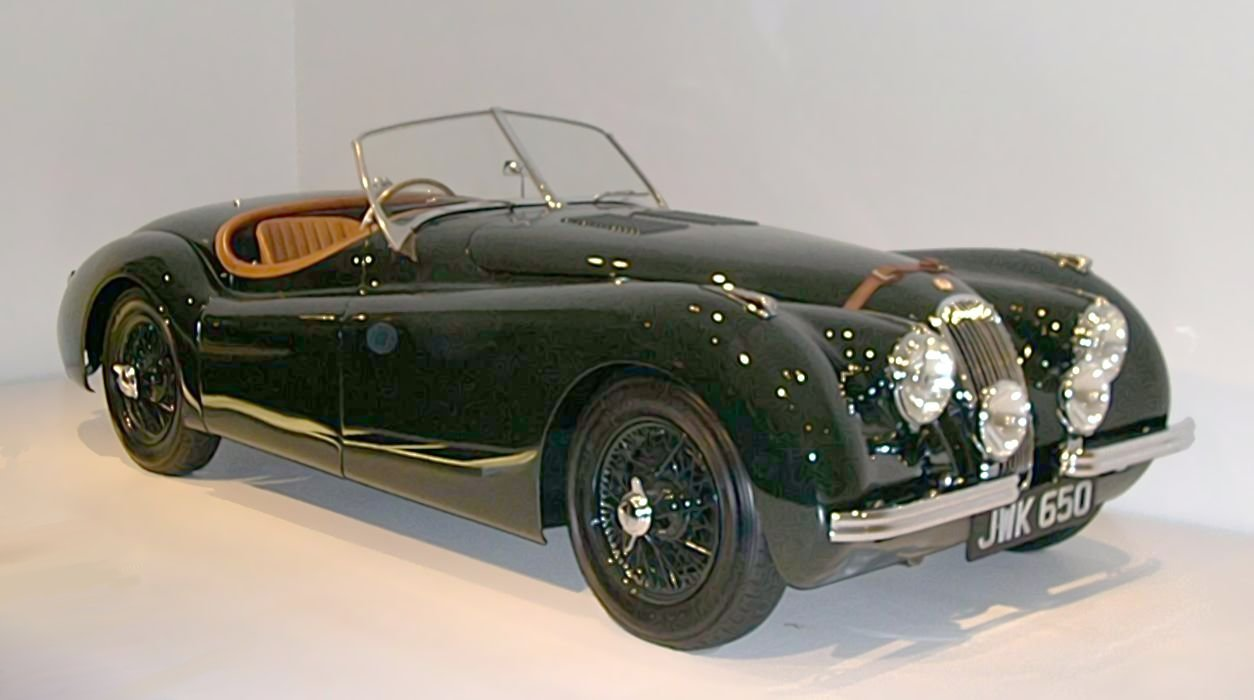
Jaguar XK120 roadster 1950.

En cabriolet, även cab eller öppen bil, är en bil med avtagbart tak. Vanligen är det nedfällbara taket - suffletten - i kraftigt tyg eller vinyl men även plast, aluminium eller stål har använts. Man skiljer mellan mjuka och hårda tak. De hårda kallas hardtop.
I bilens barndom var alla bilar öppna och det var först 1910 som Cadillac kom med den första täckta bilen. Förutom hos vissa konservativa tillverkare försvann de öppna bilarna nästan helt under 1970-talet och det var inte förrän med Chrysler LeBaron och SAAB 900 på 1980-talet som de fick en comeback.
Öppna versioner av bilmodeller har ofta lagts ut på mindre tillverkare, som då har specialiserat sig på det arbete med förstärkning av karossen som kan behövas för att en öppen bil skall möta moderna krocksäkerhetskrav. En av de mest kända cabriolettillverkarna är Karmann. SAAB 900 cabriolet tillverkades av Valmet. 

## Cabrioletvarianter
Roadster, ursprungligen benämning för en tvåsitsig öppen bil som saknar fast tak och sidorutor. En roadster kan vara försedd med sufflett eller avtagbar hardtop. Till skillnad från en roadster som också har ett nedfällbart tak, har en cabriolet fönster så att man med fönstren uppvevade och taket uppfällt sitter skyddad. Vissa biltillverkare kallar sina öppna tvåsitsiga bilar, cabrioleter, för "roadster" även om de tekniskt sett inte är det eftersom en sådan enligt definitionen inte bara är tvåsitsig utan också lättviktig. Termen används idag mer som en beteckning för liten öppen nöjesbil som till exempel Smart Roadster eller BMW Z4.
Spyder eller Spider är ett annat namn för roadster. Ordet Spyder har framförallt använts av italienska biltillverkare som Alfa Romeo, Ferrari och Lancia. Alfa Romeo använder namnet Spider på sina cabrioletmodeller. Renault Sport tillverkade också en Spider (Renault Sport Spider) mellan 1996 och 1999 i mindre än 2000 exemplar.
En cabriocoach eller semicabriolet har bara ett öppningsbart tak, men inte sidor. I princip en stor taklucka med andra ord.
En kirunacab är en täckt personbil som konverterats till cabriolet, endera genom att dörrarna svetsats igen och taket kapats eller genom att rambalken förstärkts för uppstyvning, då taket avlägsnats.
Traditionellt har öppna bilar haft sufflett men på senare år har det blivit vanligare med nedfällbart metalltak. Dessa bilar går under en mängd olika benämningar, såsom plåtcab, coupé cabriolet, etc. En tidig bil med fällbart metalltak var Ford Skyliner från 1957. Det blev populärt igen på 1990-talet när Mercedes-Benz SLK introducerades. En annan tillverkare som haft framgång med den typen av öppna bilar är Peugeot.

## Exempel på modeller
- Lancia Aurelia Spyder 1955
- Audi A4
- Audi TT
- BMW 3-serie
- BMW Z4
- Citroën Visa Decotable
- Chevrolet Camaro
- Chrysler Sebring
- Fiat Barchetta
- Fiat 1500 cabriolet[2]
- Ford Mustang
- Mazda MX-5/Miata
- Mitsubishi Eclipse
- Porsche Boxster
- Opel Astra Cabrio
- Saab 900
- Saab 9-3
- Sandloppa (bil)
- Volkswagen Beetle
- Volkswagen (Golf) Cabriolet
- Volkswagen Eos
- Volvo C70
- Nissan Micra C+C